# Vivien Oakland
Vivien Oakland (1895-1958) est une actrice américaine du cinéma muet et parlant. Son rôle le plus connu est celui de Mrs Hardy dans le film On a gaffé de Leo McCarey avec Laurel et Hardy.

## Biographie
Elle est née le 20 mai 1895 à San Francisco en Californie aux États-Unis et elle est morte le 1er août 1958 à Hollywood en Californie. Elle est aussi appelée Vivian Oakland ou Vivienne Oakland ou même encore Vivian Okaland.

## Filmographie
Source principale de la filmographie :
- 1915 : Destiny: Or, The Soul of a Woman : Beauty
- 1924 : Madonna of the Streets d'Edwin Carewe : Lady Sarah Joyce
- 1925 : Le Secret de l'abîme (The Rainbow Trail) de Lynn Reynolds : Bessie Venters
- 1925 : The Teaser : Lois Caswell
- 1926 : Long Pants (CM) :
- 1926 : Your Husband's Past (CM) : la fille du gouverneur
- 1926 : Mama Behave de Leo McCarey (CM) : Miss D'Arcy, Lolita's Friend
- 1926 : Wife Tamers (CM) : The other woman
- 1926 : Ukulele Sheiks (CM) :
- 1926 : Tony Runs Wild : Mrs. Johnson
- 1926 : Say It with Babies (CM) : Mrs. Crum
- 1926 : Don Key (Son of Burro) (CM) : Vivien
- 1926 : Le Mari à double face (Mighty Like a Moose) de Leo McCarey (CM) : Mrs. Moose
- 1926 : Never Too Old (CM) : The New Wife
- 1926 : Deux maris, des soucis ! (Along Came Auntie) de Fred Guiol et Richard Wallace (CM) : Mrs. Remington Chow - the Wife
- 1926 : Should Husbands Pay? (CM) : Blonde in courtroom
- 1926 : Tell 'Em Nothing de Leo McCarey (CM) : The Galloping Blonde
- 1926 : Redheads Preferred : Mrs. Bill Williams
- 1927 : Two-Time Mama (CM) : Mrs. Brown
- 1927 : Wedding Bill$ : Mademoiselle Mimi de Lyle
- 1927 : Un ancien flirt (Love 'Em and Weep) (CM) : Mrs. Ricketts
- 1927 : La Case de l'oncle Tom (Uncle Tom's Cabin), de Harry A. Pollard : Mrs. Shelby
- 1928 : The Man in Hobbles : Mrs. Maynard
- 1928 : Galloping Ghosts (CM) : Smith's first love
- 1928 : Imagine My Embarrassment de Leo McCarey (CM) :
- 1928 : On a gaffé (We Faw Down) de Leo McCarey (CM) : Mrs. Hardy
- 1929 : Off to Buffalo (CM) :
- 1929 : Loud Soup (CM) :
- 1929 : C'est ma femme (That's My Wife) de Lloyd French (CM) : Mrs. Hardy (non créditée)
- 1929 : Thundering Toupees (CM) :
- 1929 : The Crazy Nut (CM) :
- 1929 : The Time, the Place and the Girl (en) : Mrs Davis
- 1929 : In the Headlines : Mrs. Kernell
- 1929 : Satires (CM) :
- 1930 : Let Me Explain (CM) :
- 1930 : Personality : Mrs Keller
- 1930 : The Florodora Girl : Maud
- 1930 : Back Pay : Kitty
- 1930 : Big Hearted (CM) : Mrs. Black
- 1930 : The Matrimonial Bed : Susan Trebel
- 1930 : Oh, Sailor Behave : Kunegundi
- 1930 : A Lady Surrenders : Mrs. Lynchfield
- 1930 : Their Wives' Vacation (CM) :
- 1930 : Over the Radio (CM) :
- 1931 : Many a Slip de Vin Moore : Emily Coster
- 1931 : Lime Juice Nights (CM) :
- 1931 : Frozen Face (CM) :
- 1931 : The Gossipy Plumber (CM) : (comme Vivian Oakland)
- 1931 : Gold Dust Gertie : Lucille Harlan (comme Vivienne Oakland)
- 1931 : A Clean-Up on the Curb (CM) :
- 1931 : Une femme moderne (The Age for Love) de Frank Lloyd : Grace (comme Vivian Oakland)
- 1931 : Orages (A House Divided) : Bess (non créditée)
- 1932 : Cock of the Air (en) de Tom Buckingham : Irate woman
- 1932 : Divorce à la Mode (CM) : Mrs. Jasper
- 1932 : The Tenderfoot (en) : Miss Martin
- 1932 : Union Wages (CM) :
- 1932 : Les Deux Vagabonds (CM) : Mrs. Beaumont
- 1932 : Secrets of the French Police : 2nd Cohort of Moloff (non créditée)
- 1932 : Lights Out (CM) :
- 1932 : They Just Had to Get Married : Mrs. Fairchilds
- 1933 : Neighbors' Wives : Ann Rainey
- 1933 : Une nuit seulement (Only Yesterday) de John M. Stahl : Ethel (non créditée)
- 1934 : I Believed in You : Russell's Sugar Mama (non créditée)
- 1934 : Merry Wives of Reno (en) de H. Bruce Humberstone : Mrs. Peabody (non créditée)
- 1934 : Money Means Nothing : Helen Whitney
- 1934 : Get Along Little Hubby (CM) : Mrs. Tuttle (comme Vivian Oakland)
- 1934 : The Defense Rests : Mrs. Ballou
- 1934 : Perfectly Mismated (CM) :
- 1934 : In the Dog House (CM) :
- 1934 : One Too Many (CM) :
- 1935 : Rendezvous at Midnight : Lillian Haskins
- 1935 : Star of Midnight : Jerry Classon
- 1935 : Alimony Aches (CM) :
- 1935 : Atlantic Adventure : Mrs. Julia Van Dieman (non créditée)
- 1935 : Keystone Hotel (en) de Ralph Staub : Mrs. Carmenchita Conklin
- 1935 : Les Révoltés du Bounty (Mutiny on the Bounty) de Frank Lloyd : Moll (non créditée)
- 1936 : It's Up to You : Lou (comme Vivian Oakland)
- 1936 : Carolyn veut divorcer (The Bride Walks Out) de Leigh Jason : Miss Gordon, la vendeuse (non créditée)
- 1936 : Who's Looney Now (CM) : Mrs. Shirley Brown
- 1936 : Lady Luck (en) : Mrs. Cora Hemingway
- 1936 : One Live Ghost (CM) : Ethel Morton
- 1937 : Knee Action (CM) :
- 1937 : Bad Housekeeping (CM) : Vivien Kennedy
- 1937 : Mile a Minute Love : Marie
- 1937 : Locks and Bonds (CM) : Mrs. Kennedy
- 1937 : Laurel et Hardy au Far-West (Way Out West) de James W. Horne : la femme du shérif
- 1937 : Wrong Romance (CM) : Mrs. Errol
- 1937 : Dumb's the Word (CM) : Vivien Kennedy
- 1937 : Tramp Trouble (CM) : Vivien
- 1937 : Should Wives Work? (CM) : Mrs. Errol
- 1937 : L'Amateur gangster : Mrs. Flint, Landlady
- 1938 : Double Danger : Mrs. Jerome Courtlandt
- 1938 : His Pest Friend (CM) : Mrs. Errol
- 1938 : Derrière les grands murs : Mrs. Walter Hempstead (non créditée)
- 1938 : Berth Quakes (CM) : Mrs. Errol
- 1938 : Rebellious Daughters : Mrs. Webster
- 1938 : Crime Ring : Madame Jarman (non créditée)
- 1938 : Fool Coverage (CM) : Vivien, Edgar's Wife
- 1938 : Slander House : Mrs. Conway
- 1938 : Beaux and Errors (CM) : Vivien Kennedy
- 1938 : A Clean Sweep (CM) : Mrs. Edgar (Vivian) Kennedy
- 1939 : Ah! Quelle femme! : Large Woman (non créditée)
- 1939 : Maid to Order (CM) : Vivien
- 1939 : Clock Wise (CM) : Vivien
- 1939 : Boom Goes the Groom (CM) :
- 1939 : Baby Daze (CM) : Vivien Kennedy
- 1939 : The Girl from Mexico : Mrs. Renner (non créditée)
- 1939 : Feathered Pests (CM) : Vivien Kennedy
- 1939 : Island of Lost Men : Blonde (non créditée)
- 1939 : Act Your Age (CM) : Vivian, Edgar's Wife
- 1939 : Les As d'Oxford (A chump at oxford) de Alfred J. Goulding (CM) : Vivien Kennedy
- 1940 : Les As d'Oxford : Receptionist (non créditée)
- 1940 : Mr. Clyde Goes to Broadway (CM) : Mrs. Laverne
- 1940 : On Their Own (en)
- 1940 : 'Taint Legal (CM) : Vivien Kennedy
- 1940 : Pop Always Pays : Mrs. Violet Oberton (non créditée)
- 1940 : Sunk by the Census (CM) : Vivien
- 1940 : Trailer Tragedy (CM) : Vivien Kennedy
- 1940 : Drafted in the Depot (CM) : Vivien
- 1941 : Mad About Moonshine (CM) : Vivien
- 1941 : It Happened All Night (CM) : Mrs. Kennedy
- 1941 : The Ring and the Belle (CM) :
- 1941 : An Apple in His Eye (CM) : Vivien
- 1941 : Moon Over Her Shoulder : Mrs. Martin (non créditée)
- 1942 : USS VD: Ship of Shame : Health Department Woman (non créditée)
- 1942 : A Tragedy at Midnight : 1st Mrs. Charles Miller (non créditée)
- 1942 : The Man in the Trunk : Mrs. Tessie Sweeney Kohler (non créditée)
- 1942 : Sappy Pappy (CM) :
- 1942 : Laugh Your Blues Away (en)  de Charles Barton : Mrs. Conklin
- 1943 : The Adventures of a Rookie : Nurse Lieutenant (non créditée)
- 1944 : The Girl Who Dared : Chattie Richmond
- 1945 : The Man Who Walked Alone : Mrs. Monroe (comme Vivian Okaland)
- 1945 : Utah : Stella Mason
- 1946 : Riverboat Rhythm : Woman in Magnolia Room (non créditée)
- 1946 : Nuit et jour (Night and Day) de Michael Curtiz : Married Woman (non créditée)
- 1946 : Sister Kenny : Secretary to Dr. Gideon (non créditée)
- 1946 : L'Impératrice magnifique (Magnificent Doll) : Mrs. Witherspoon (non créditée)
- 1946 : Social Terrors (CM) :
- 1946 : Le Médaillon (The Locket) de John Brahm : Mrs. Donovan (non créditée)
- 1947 : Borrowed Blonde (CM) : Boss's Wife
- 1947 : Une vie perdue (Smash-Up, The Story of a Woman) de Stuart Heisler : la femme au bar (non créditée)
- 1947 : That's My Gal : Mrs. McBride (non créditée)
- 1948 : Home Canning (CM) : Mrs. Parker, the neighbor
- 1950 : Fureur secrète : Mrs. Brownley (non créditée)
- 1950 : Bunco Squad (en) de Herbert I. Leeds : Annie Cobb
- 1951 : Punchy Pancho (CM) :